# II wojna perska
II wojna perska miała miejsce w latach 480-449 p.n.e., lecz jej apogeum przypadło na pierwsze dwa lata wojny 480-479 p.n.e. Kolejne lata to już tylko sporadyczne zatargi pomiędzy Persją a koalicją miast greckich, mające na celu wyzwolenie greckich osad w Azji Mniejszej zajętych przez Persję podczas pierwszej wojny.
W 480 p.n.e. Grecja została ponownie zaatakowana przez Persów. Hellenowie po zwycięskiej bitwie pod Maratonem (490 p.n.e.) byli jednak przygotowani na atak wroga. Armia perska pod wodzą króla Kserksesa I liczyła ok. 100 tys. ludzi i ok. 1000 okrętów.

## Kalendarium II wojny perskiej (480-449 p.n.e.)
- 480 p.n.e. – bitwy pod Termopilami i Psytaleą[3]
- 480 p.n.e. – bitwy morskie pod Salaminą, Skiatos i Artemizjonem
- 479 p.n.e. – oblężenie Potidaji
- 479 p.n.e. – bitwa pod Platejami
- 479 p.n.e. – na przylądku Mykale
- 476 p.n.e. – oblężenie Eion
- 468 p.n.e. – Bitwa nad Eurymedonem
- 467 p.n.e. – bitwa morska pod Sidrą
- 455 p.n.e. – oblężenie wyspy Prosopitis
- 450 p.n.e. – oblężenie Kition (Larnaca)
- 449 p.n.e. – bitwa morska pod Famagustą

## 480-479 p.n.e.
Do pierwszego poważnego starcia doszło w wąwozie termopilskim, który był jedynym dostępnym przejściem z północy na południe. Pod Termopilami Persowie ponieśli ogromne straty, jednak za sprawą zdrajcy greckiego Efialtesa udało im się pokonać 300 pozostawionych do obrony przejścia Spartan pod wodzą Leonidasa. Jednocześnie wraz z wycofaniem się wojsk greckich spod Termopil, spod przylądka Artemizjon wycofała się dowodzona przez ateńczyka Temistoklesa flota, broniąca cieśniny między kontynentem a wyspą Eubeą, w kierunku Pireusu. Idąc w głąb Hellady Persowie spalili Ateny.
Ta sama flota, złożona w większości z okrętów ateńskich, kilka miesięcy później pokonała flotę Persów w bitwie pod Salaminą. Po bitwie ocalała flota Kserksesa odpłynęła do Azji, a król nakazał Mardoniuszowi zimującemu ze swoją armią lądową w Tesalii powrót do Grecji. W następnym roku Grecy pokonali Persów na lądzie pod Platejami i na przylądku Mykale. Pod Platejami zginął Mardoniusz, a jego armia została rozproszona. Pobici Persowie opuścili Grecję.

## 478-468 p.n.e.
W 478 p.n.e. r. grecka flota pod wodzą Pauzaniasza opanowała ziemie późniejszego Bizancjum, a na Cyprze doszło do antyperskiego powstania. W tym samym roku na skutek nieporozumień w dowództwie greckim Peloponezyjczycy wycofali się do Grecji. W 477 p.n.e. r. powstał Związek Attycko-Delijski pod przywództwem Aten, skierowany przeciwko ewentualnemu atakowi perskiemu. Związek został rozwiązany dopiero w 404 r. p.n.e.

## 467-449 p.n.e.
Kolejne walki przyniosły kilka sukcesów Grekom. W 467 p.n.e. r. Kimon pokonał flotę perską, a w 459 p.n.e. r. Ateny wysłały 200 okrętów jako wsparcie powstania antyperskiego w Egipcie. Flota została jednak rozbita przez Persów w 454 p.n.e. r., gdy ci poprowadzili kontratak znad Nilu w okolice Memfis. W 450 p.n.e. r. Grecy ponownie wsparli swoją flotą kolejne powstanie egipskie, jednak to zakończyło się niepowodzeniem, co doprowadziło do utraty Cypru na rzecz Persów. W końcu w 448 p.n.e. r. dzięki wstawiennictwu Peryklesa zawarto pokój z Persją w Suzie, zwanym „pokojem Kalliasa” – od greckiego posła podpisującego porozumienie.
Po walkach wzrosło znaczenie Aten, co miało wkrótce doprowadzić do dwóch wojen ze Spartą (wojny peloponeskie) o hegemonię w całej Helladzie.